# Otto Ludwig Lange
Otto Ludwig Lange (Dortmund, 21 de agosto de 1927 - Würzburg, 14 de agosto de 2017) foi um biólogo e botânico alemão. Seu trabalho científico concentrou-se na ecofisiologia de plantas e líquens silvestres e cultivados.

## Biografia
Otto Lange nasceu em Dortmund, a 21 de agosto de 1927. Sua família mudou-se para Göttingen, onde frequentou a escola.
Recrutado para o Exército Alemão aos 16 anos, foi prisioneiro de guerra. Essa experiência o afetou profundamente e, mais tarde, ele apoiaria o ativismo anti-guerra.
Após seu retorno para casa, estudou biologia, química e física nas Universidades de Freiburg e Göttingen. 
Foi nesta última instituição que obteve o seu doutoramento em 1952, defendendo uma tese intitulada Tolerância de líquens ao calor e à seca em relação à sua distribuição geográfica, sob a orientação de Franz Firbas.
Lange também o exame de estado para lecionar em escolas secundárias. Em 1959, obteve a sua habilitação em botânica. De 1961 a 1963, foi consultor científico na Technische Universität Darmstadt, onde trabalhou como professor associado no grupo de investigação de Otto Stocker. De 1963 a 1967, ocupou a cadeira de Botânica Florestal e Micologia Técnica na Universidade de Göttingen e foi responsável pelo Jardim Botânico e Arboreto Florestal. A partir de 1967, foi Professor de Botânica na Universidade de Würzburg e também Presidente da Cátedra de Ecologia Vegetal, que incluía a gestão do Jardim Botânico da Universidade.
Aposentou-se em 1992. Recebeu a Medalha Cothenius, em 2015.
Foi casado com a bióloga Rose (nascida Wilhelm), com quem teve duas filhas. Lange morreu em 14 de agosto de 2017, em Würzburg, poucos dias antes de completar 90 anos.